# Capilaridad
La capilaridad es una propiedad de los fluidos que depende de su tensión superficial, la cual, a su vez, depende de la cohesión del fluido, y que le confiere la capacidad de subir o bajar por un tubo capilar.
Cuando un líquido sube por un tubo capilar, se debe a que la fuerza intermolecular o cohesión intermolecular es menor que la adhesión del líquido con el material del tubo; es decir, es un líquido que moja. El líquido sigue subiendo hasta que la tensión superficial es equilibrada por el peso del líquido que llena el tubo. Este es el caso del agua, y esta propiedad es la que regula parcialmente su ascenso dentro de las plantas, sin gastar energía para vencer la gravedad.
Sin embargo, cuando la cohesión entre las moléculas de un líquido es más potente que la adhesión al capilar, como el caso del mercurio, la tensión superficial hace que el líquido descienda a un nivel inferior y su superficie es convexa.

## Tubo capilar

Efectos de capilaridad.

La masa líquida es inversamente proporcional al cuadrado del diámetro del tubo, por lo que un tubo angosto succionará el líquido en una longitud mayor que un tubo ancho. Así, un tubo de vidrio de 0,1 mm de diámetro levantará una columna de agua de 30 cm. Cuanto más pequeño es el diámetro del tubo capilar mayor será la presión capilar y la altura alcanzada. En capilares de 1 µm (micrómetro) de radio, con una presión de succión 1,5 × 103 hPa (hectopascal = hPa = 1,5 atm), corresponde a una altura de columna de agua de 14 a 15 m.
Dos placas de vidrio que están separadas por una película de agua de 1 µm de espesor, se mantienen unidas por una presión de succión de 1,5 atm. Por ello se rompen los portaobjetos humedecidos al intentar separarlos.
Entre algunos materiales, como el mercurio y el vidrio, las fuerzas intermoleculares del líquido exceden a las existentes entre el líquido y el sólido, por lo que se forma un menisco convexo y la capilaridad trabaja en sentido inverso.
Las plantas succionan agua subterránea del terreno por capilaridad, aunque las plantas más grandes requieren de la transpiración para desplazar la cantidad necesaria.

### Ley de Jurin
La ley de Jurin define la altura que se alcanza cuando se equilibra el peso de la columna de líquido y la fuerza de ascensión por capilaridad. La altura h en metros de una columna líquida está dada por la ecuación:
{\displaystyle h={{2\gamma \cos {\theta }} \over {\rho gr}}}
.
donde:

Ángulo de contacto.

{\displaystyle \scriptstyle \gamma } = tensión superficial interfacial (N/m)
θ = ángulo de contacto
ρ = densidad del líquido h (kg/m³)
g = aceleración debida a la gravedad (m/s²)
r = radio del tubo (m)
Para un tubo de vidrio en el aire a nivel del mar y lleno de agua,
{\displaystyle \scriptstyle \gamma } = 0,0728 N/m a 20 °C
θ = 0°
ρ = 1000 kg/m³
g = 9,80665 m/s²
entonces, la altura de la columna de agua, en metros, será:
{\displaystyle h\approx {{15*10^{-6}\ \mathrm {m} ^{2}} \over r}}.
Por ejemplo, en un tubo de 0.001 m de radio, el agua ascenderá por capilaridad unos 0.015 m.

## Subida capilar de agua entre dos hojas de vidrio
El producto del espesor de la capa (d) y la altura de la elevación (h) es constante (d·h = constante), las dos cantidades son inversamente proporcionales. La superficie del agua entre hojas de vidrio es una hipérbola. 

Subida de agua entre dos hojas de vidrio
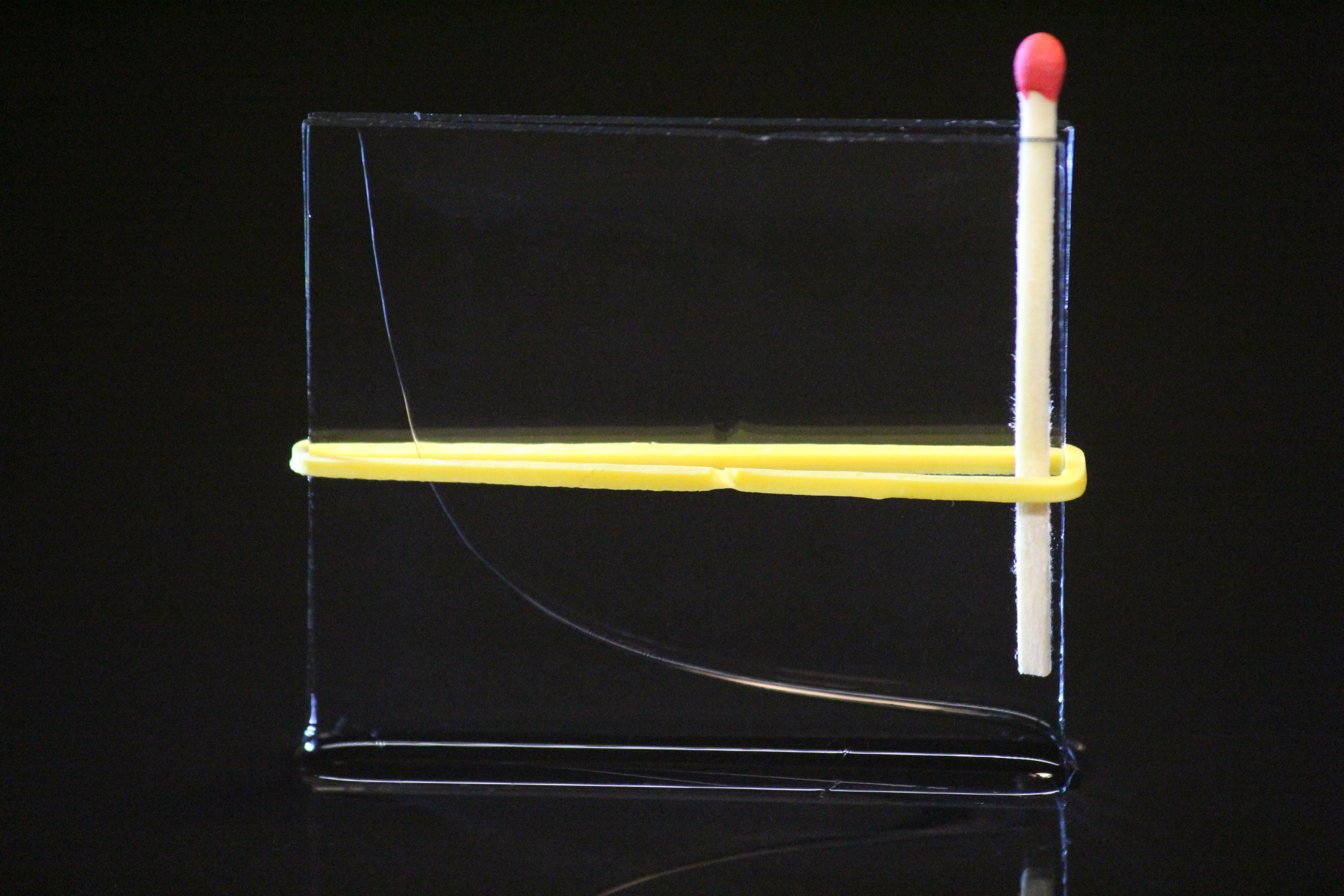
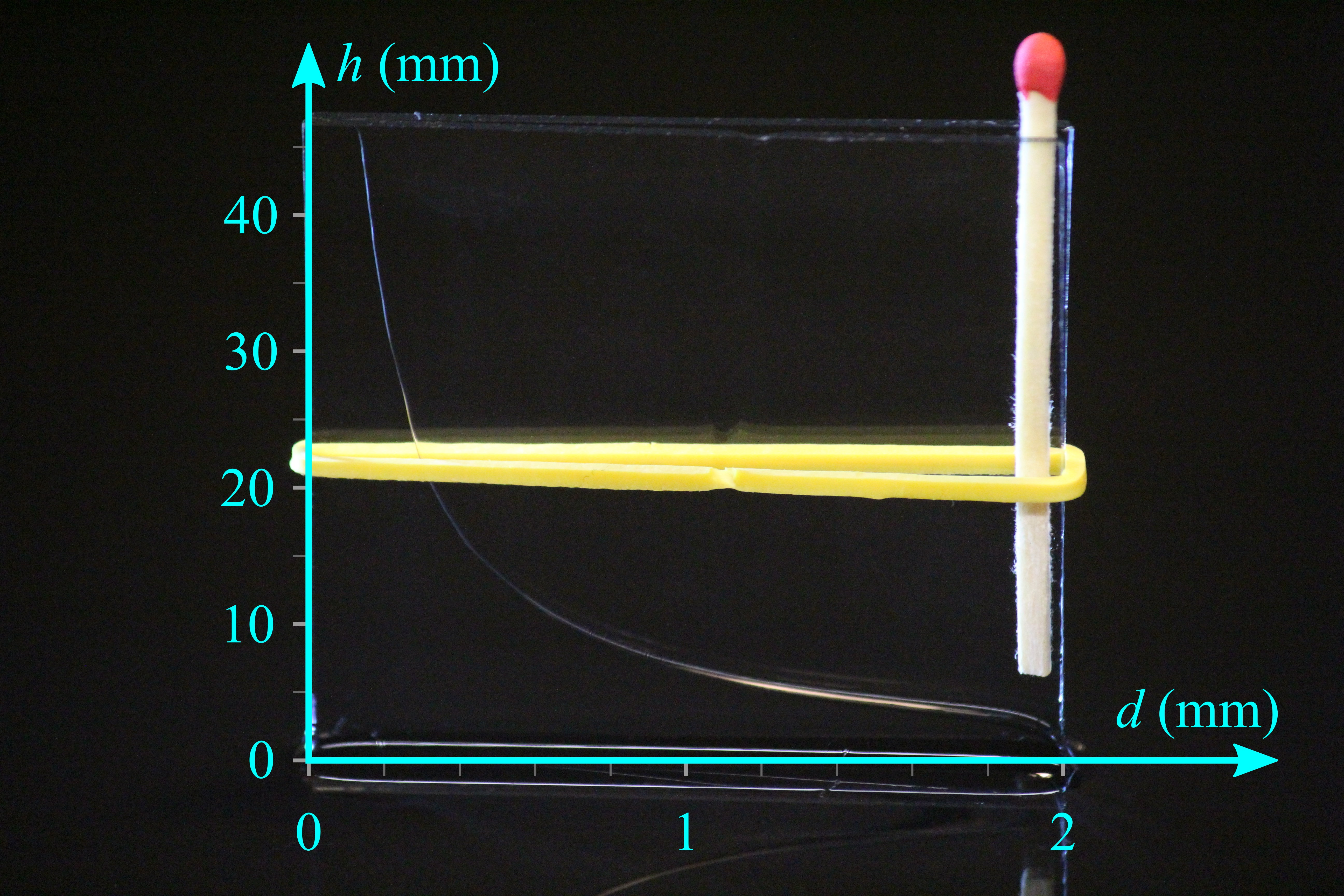
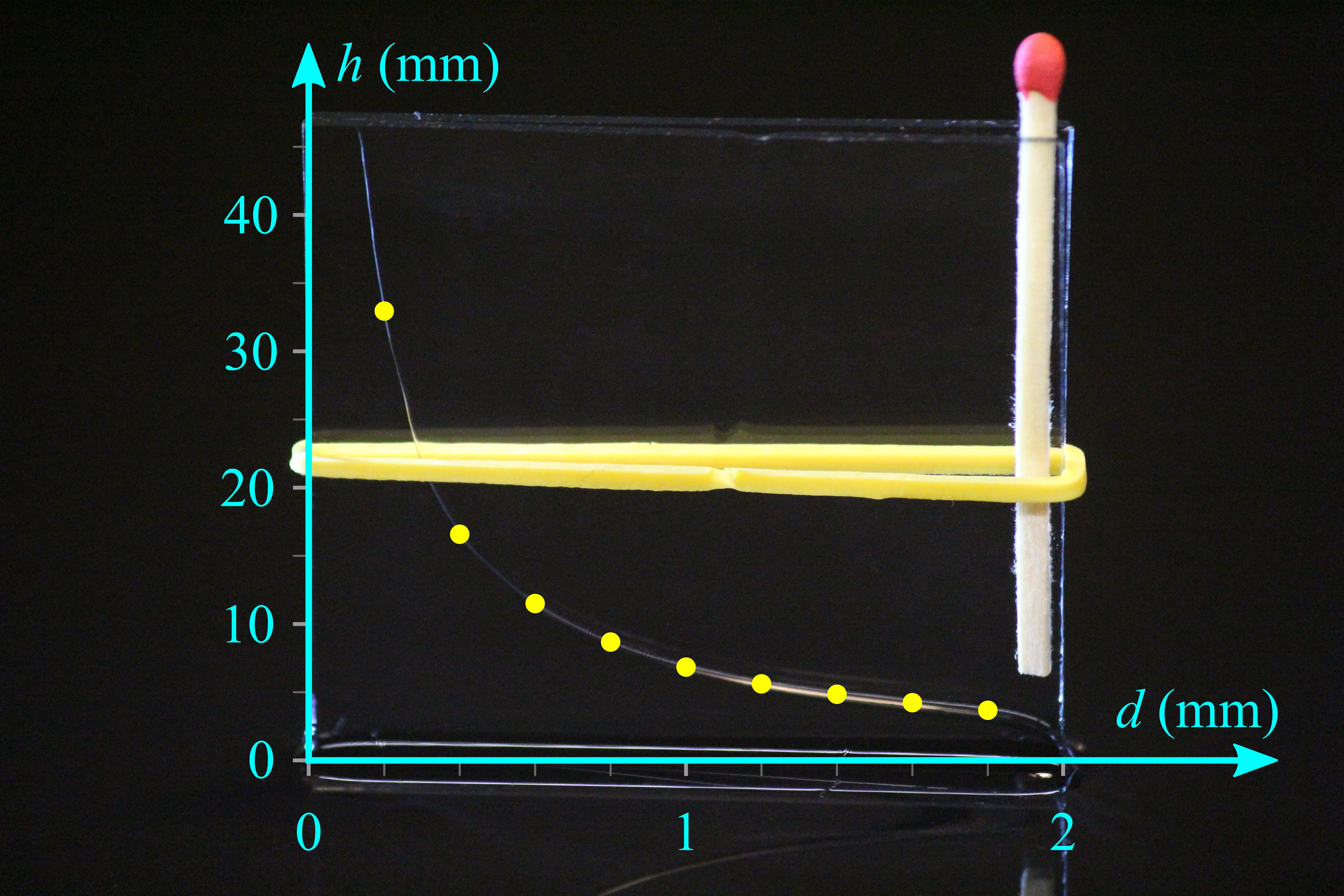
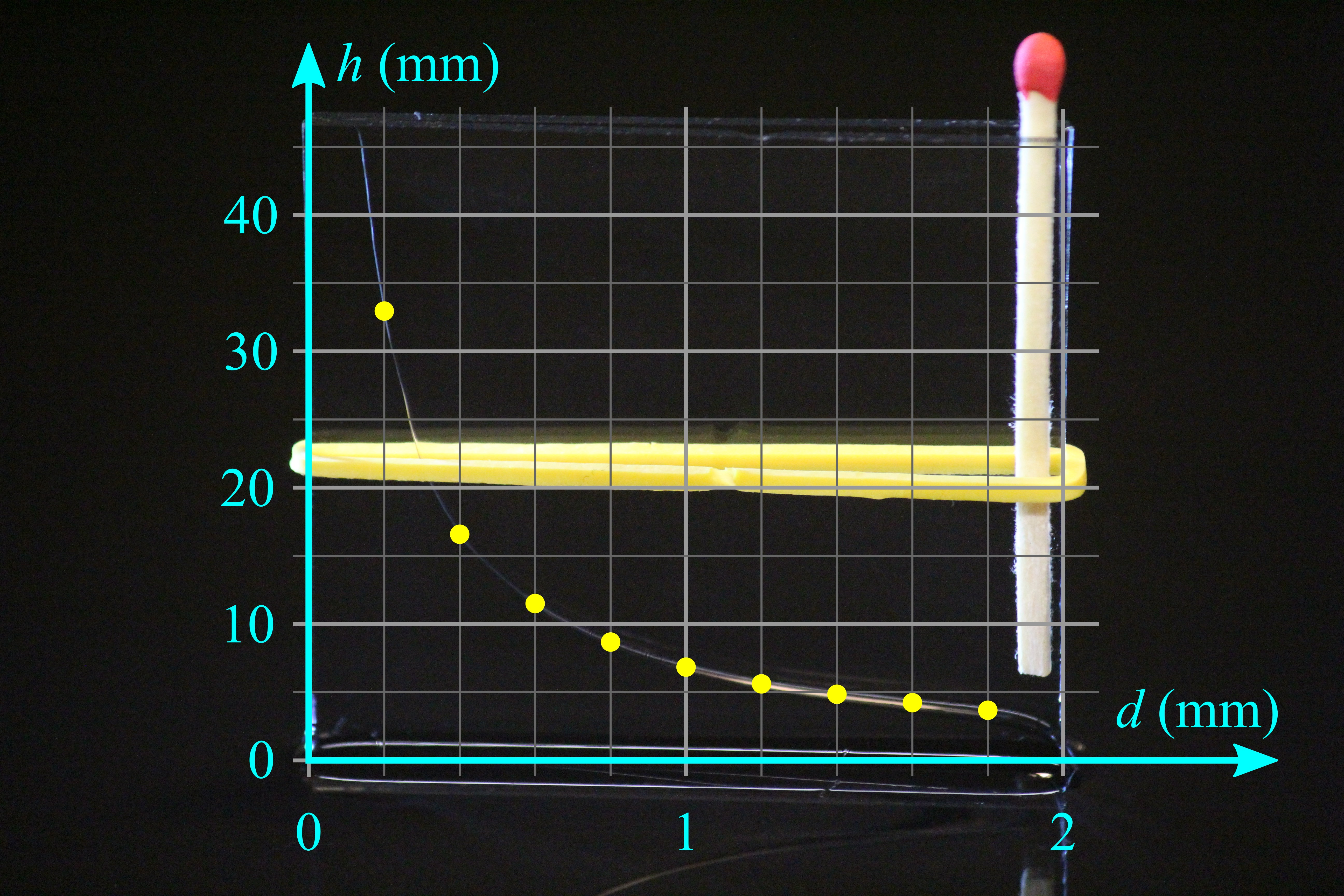
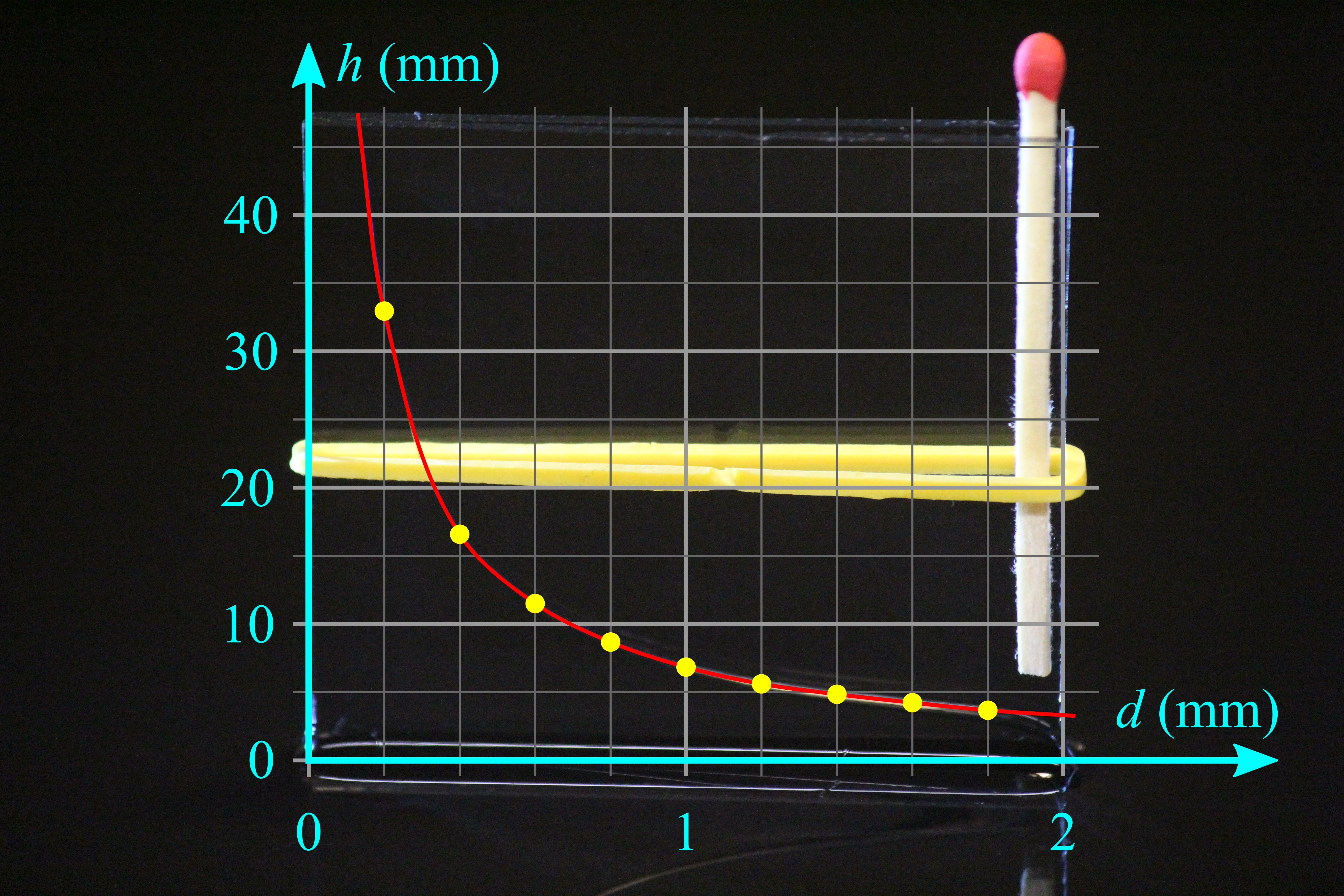
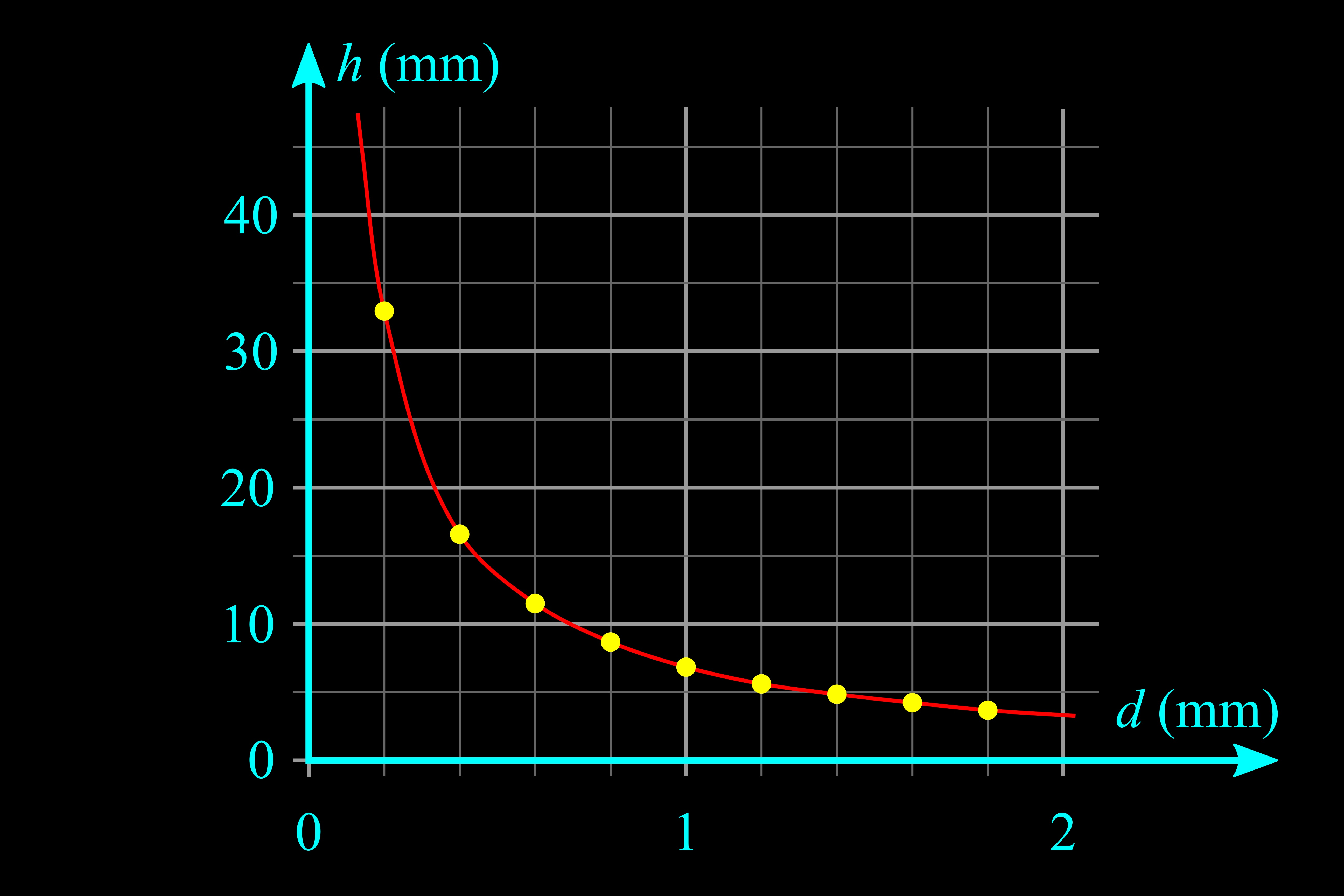